# بير صدر الدين
البير صدر الدين من الدعاة الأولياء الستانثيين النزاريين الأوائل في الهند الذين أطلق عليهم لقب بير (أو شيخ).
قام بالدعوة إلى النزارية في الهند فتحول على يده أعداد كبيرة من الهندوس من طبقة اللوهانا إلى النزارية، وسماهم الخوجة. تنسب إليه عدد كبير من نظم الجنان، كما بنى أول جماعة خانه في السند، وهو مكان تعبد الخوجة.
وورد في الروايات أن وفاته كان ما بين 770 و 819 هـ ويقع ضريحه قرب ملتان في الباكستان.